# ديف فينل
ديف فينل هو محامي وشخصية أعمال كندي، ولد في 4 فبراير 1952 في إدمونتون في كندا.